# Сан Томазо (Ријети)
Сан Томазо је насеље у Италији у округу Ријети, региону Лацио.
Према процени из 2011. у насељу је живело 9 становника. Насеље се налази на надморској висини од 1042 м.